# Thera
Cet article possède un paronyme, voir Théras.
Pour les articles homonymes, voir Théra.
Genre
Thera est un genre de lépidoptères (papillons) de la famille des Geometridae.

## Principales espèces
- Thera britannica (Turner 1925) — la Corythée anglaise
- Thera cembrae (Kitt 1912)
  - Thera cembrae cembrae (Kitt 1912)
  - Thera cembrae mugo Burmann & Tarmann 1983
- Thera cognata (Thunberg 1792)
  - Thera cognata cognata (Thunberg 1792)
  - thera cognata geneata (Feisthamel 1835)
- Thera cupressata (Geyer 1831)
- Thera firmata (Hübner 1822)
  - Thera firmata consobrinata Curtis 1834
  - Thera firmata firmata (Hübner 1822)
  - Thera firmata tavoilloti Mazel 1998
- Thera juniperata (Linnaeus 1758) — la Corythée du genévrier
- Thera obeliscata (Hübner 1787)
- Thera ulicata (Rambur 1934)
- Thera variata (Denis & Schiffermüller 1775)
  - Thera variata balcanicola de Lattin 1951
  - Thera variata variata (Denis & Schiffermüller 1775)
- Thera vetustata (Denis & Schiffermüller 1775)